# Octon

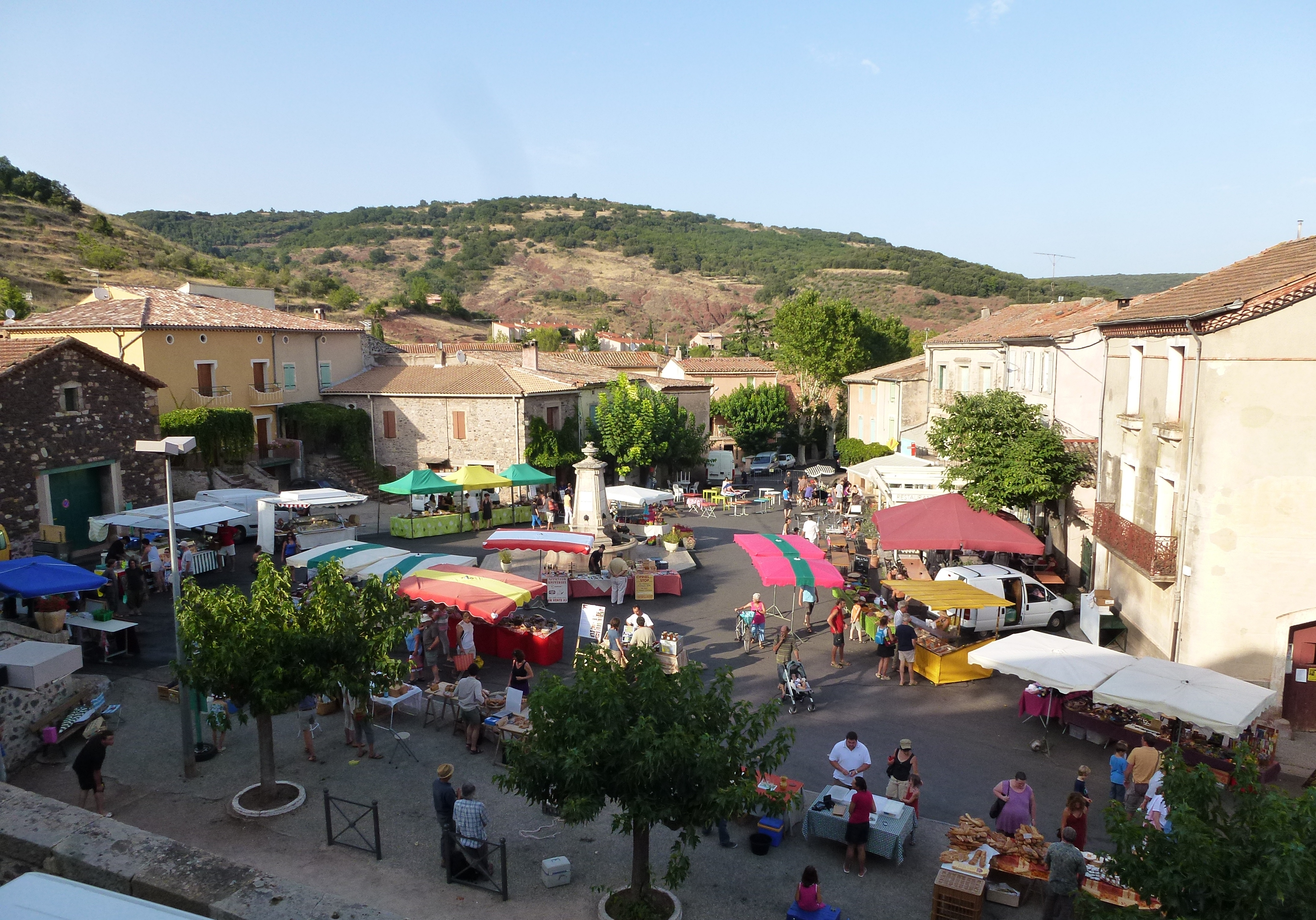
Markt op de Grand Place

Octon is een gemeente in het Franse departement Hérault (regio Occitanie) en telt 415 inwoners (2005). De plaats maakt deel uit van het arrondissement Lodève.
Bezienswaardigheden zijn de Dolmen van Toucou en de Notre Dame de Roubignac. Ook het nabij gelegen Lac du Salagou is belangrijk voor het dorp.

## Geografie
De oppervlakte van Octon bedraagt 21,9 km², de bevolkingsdichtheid is 18,9 inwoners per km².

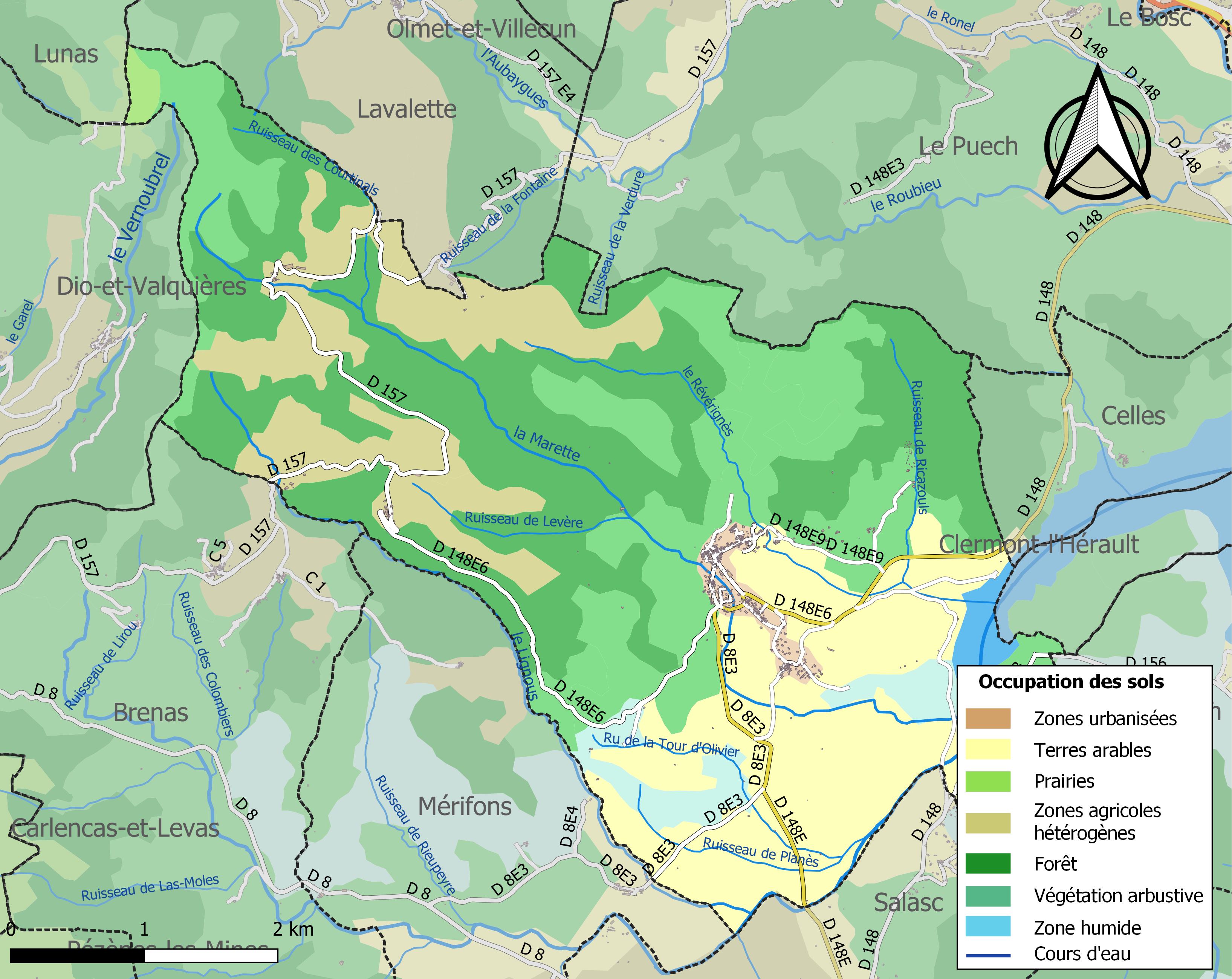
Kaart van de gemeente met de belangrijkste infrastructuur, bodemgebruik en omliggende gemeenten

## Demografie
Onderstaande figuur toont het verloop van het inwonertal (bron: INSEE-tellingen).